# Edifici al Raval de la Bisbal, 38 (Guissona)
L'Edifici al Raval de la Bisbal, 38 és una obra de Guissona (Segarra) inclosa a l'Inventari del Patrimoni Arquitectònic de Catalunya.

## Descripció
Edifici de tres cossos horitzontals. A la planta baixa, hi ha una gran porta central i dues finestres allargades, amb reixa de ferro;totes les obertures envoltades per una motllura de línies rectes; a la part superior, de la porta, incorpora treball de forja amb la data "1925" i les inicials " AR".
El primer pis és totalment modern. Separat per una motllura, l'acababent del magatzem és un frontó triangular trencat a la part superior, en forma graonada. Al centre, hi ha tres obertures rectangulars, més alta la central, amb motllura central.